# The Primal Call
The Primal Call é um filme mudo de 1911 norte-americano em curta-metragem, do gênero romance, dirigido por D. W. Griffith, estrelado por Wilfred Lucas com Blanche Sweet.

## Elenco
- Wilfred Lucas
- Claire McDowell
- Grace Henderson
- Dell Henderson
- Joseph Graybill
- John T. Dillon
- Vivian Prescott
- Donald Crisp
- Blanche Sweet
- Kate Toncray